# Isopropilammina
Il isopropilammina è un composto chimico di formula {\displaystyle {\ce {C3H9N}}} che in condizioni normali si presenta come un liquido da incolore a giallo, alcalino, con un odore ammoniacale.

## Caratteristiche strutturali e fisiche
L'isopropilammina è un membro della classe delle alchilammine nello specifico si è un propano con un gruppo amminico in posizione 2. È un membro degli alchilammine e un'ammina alifatica primaria.
Il composto è volatile e meno denso dell'acqua. Durante la combustione produce ossidi di azoto tossici e acido cianidrico. Presenta un grave pericolo d'incendio e un moderato rischio di esplosione se esposto a scintille, calore, fiamme o ossidanti. La combustione dell'isopropilammina è difficile da controllare a causa della facilità di riaccensione del vapore. I vapori sono più pesanti dell'aria e possono spostarsi verso una fonte di accensione e provocare un ritorno di fiamma. I contenitori possono esplodere.
Il composto è igroscopico e:
- molto solubile in acetone
- solubile in acqua, etanolo, etere, benzene e cloroformio

| N. di atomi pesanti                                  | 4                                                         |
| N. di donatori di legami a idrogeno                  | 1                                                         |
| N. di accettori di legami a idrogeno                 | 1                                                         |
| Massa monoisotopica                                  | 59,073499291 u                                            |
| Superficie polare                                    | 26 Å²                                                     |
| Costante dielettrica                                 | 5,5 a 20℃                                                 |
| Affinità protonica                                   | 923,8 kJ/mol                                              |
| Basicità del gas                                     | 889 kJ/mol                                                |
| Tensione superficiale                                | 0,0168 N/m a 20°C                                         |
| Energia di ionizzazione                              | 8,72 eV                                                   |
| Punto triplo                                         | -95,14°C                                                  |
| Entalpia di vaporizzazione                           | 28,36 kJ/mol a 25°C                                       |
| Entalpia di fusione                                  | 7,33 kJ/mol a -95,15°C                                    |
| Entropia di fusione                                  | 41,15 J/mol*K a -95,16°C                                  |
| Entalpia standard di formazione del liquido          | -112,3 ± 0,67 kJ/mol                                      |
| Entropia standard di formazione del liquido          | -2.354,5 ± 0,50 kJ/mol                                    |
| Entropia del liquido in condizioni standard          | 218,32 J/mol*K                                            |
| Capacità termica a pressione costante del liquido    | 164 J/mol*K                                               |
| Pressione di vapore                                  | 940,94 Torr                                               |
| Gravità specifica                                    | 0,691 a 20°C                                              |
| Gravità specifica della miscela vapore/aria          | 1,7 a 20°C                                                |
| Soglia di percettibilità                             | 0,21 - 0,7 ppm                                            |
| Temperatura critica                                  | 199,05°C                                                  |
| Pressione critica                                    | 4,55 MPa                                                  |
| Densità critica                                      | 4,53 mol/l                                                |
| Volume molare critico                                | 231 cm3/mol                                               |
| Potere calorifico                                    | -9,240 cal/g                                              |
| Parametri dell'equazione di Antoine (3,92 - 61,98°C) | A = 4.01507 B = 985.65 C = -59.079                        |
| Potenziale di apparizione                            | 9,12 eV (C2H6N+) 9,20 ev (C3H8N+) 8,86 ± 0,05 eV (C2H6N+) |

## Abbondanza e disponibilità
Si genera naturalmente durante il processo di decomposizione di rifiuti vegetali e animali.

## Sintesi
Il composto, commercialmente disponibile in forma anidra, viene prodotto:
- a partire da acetone e ammoniaca sotto pressione[11][28]
- per aminazione di un alcol su un catalizzatore metallico in condizioni riducenti o su un catalizzatore acido solido ad alta temperatura[29]

## Reattività e caratteristiche chimiche
In condizioni normali di utilizzo, l'isopropilammina è un prodotto stabile che presenta le reazioni caratteristiche delle ammine alifatiche primarie.
È una base forte sensibile alla luce. Una miscela di isopropilammina e fluoruro di perclorile provoca un'ossidazione incontrollata e/o un'esplosione. La reazione con l'1-cloro-2,3-epossipropano è fortemente esotermica. Reagisce con ossidanti forti, acidi, anidridi acide e cloruri acidi. Reagisce violentemente con nitroparaffine, idrocarburi alogenati e molte altre sostanze. Attacca il rame e i suoi composti, il piombo, lo zinco e lo stagno.
La costante della velocità di reazione del radicale idrossile del composto è pari a 3,9 x 10-13 cm3/mol*s a 25 °C.
| Costante | Valore | Temperatura |
| -------- | ------ | ----------- |
| pKa      | 10,63  |             |
| pKaH1    | 11,54  |             |
| pKb      | 3,35   | 25°C        |

### Metodi di rilevamento e determinazione nell'aria
- Campionamento mediante pompaggio dell'atmosfera su un tubo riempito di Chromosorb P impregnato di acido solforico. Desorbimento con idrossido di sodio o idrossido di sodio-metanolo. Dosaggio tramite cromatografia in fase gassosa, con rilevazione mediante ionizzazione di fiamma o rilevazione termoionica.[30]
- Campionamento mediante pompaggio dell'atmosfera su gel di silice. Desorbimento con una miscela di acetonitrile - cloruro di m-toluoile. Dosaggio tramite cromatografia in fase liquida, con rilevazione UV.[30]
- Campionamento mediante pompaggio dell'atmosfera su un tubo XAD 2® impregnato di 1-naftilisotiocianato. Desorbimento con dimetilformammide. Dosaggio tramite cromatografia liquida, con rilevazione UV.[30]

### Spettri analitici
- 1D NMR[35]
- 1H NMR[36]
- 13C NMR[37]
- 15N NMR[38]
- GC-MS[39]
- IR[35]
- FTIR[40]
- ATR-IR[41]
- vicino IR[42]
- IR in fase di vapore[43]
- Raman[35]

| Standard apolare      | 469, 468, 465      |
| Semi-standard apolare | 477                |
| Standard polare       | 710, 725, 740, 743 |

## Farmacologia e tossicologia
Studi sui topi dimostrano che dopo una singola iniezione endovenosa di 14C-isopropilammina HCl di 0,3 mg/kg di peso corporeo in ratti maschi Wistar, la radioattività è stata rapidamente eliminata dal corpo attraverso l'urina con un'emivita di circa 2-4 ore. Dopo una singola iniezione intraperitoneale di una dose simile, il 97% della radioattività è stato escreto nelle urine, tutto identificato come isopropilammina, l'1,2% nelle feci e l'1% nell'aria espirata. Negli esperimenti in vitro, in cui l'isopropilammina è stata incubata con microsomi epatici di ratto in presenza di un sistema generatore di NADPH, più del 94% è stato recuperato come composto invariato.
Nei cani meticci sottoposti a infusione endovenosa di isopropilammina (0,25 mg/kg/min per 45 minuti), è stata osservata una rapida diminuzione iniziale seguita da un declino più lento dei livelli plasmatici, con emivite rispettivamente di 5 e 146 minuti. Questi valori indicano una redistribuzione dell'isopropilammina in un compartimento tissutale, seguita da un lento rilascio nel sangue e successiva eliminazione.
Gli esami dei tessuti effettuati 2 ore dopo l'infusione hanno mostrato i rapporti più elevati tra tessuto e plasma (circa 5-17) nei reni (midollo, corteccia), nella milza, nel fegato, nelle ghiandole surrenali e nei polmoni, mentre quantità significative sono state rilevate in sezioni del cervello (rapporti di circa 3-3,5) e del cuore (rapporti di circa 2-3,5).

### Tossicologia
L'inalazione provoca irritazione del naso e della gola, tosse grave e dolore al petto a causa dell'irritazione delle vie respiratorie. Può causare edema polmonare e sincope. L'ingestione provoca nausea, salivazione e grave irritazione della bocca e dello stomaco, crampi addominali. Il contatto con gli occhi provoca grave irritazione, possibile edema della cornea, perdita della vista. Il contatto con la pelle provoca irritazione intensa.
Il contatto ripetuto o prolungato con la pelle può causare dermatite.
| Organismo | Test | Somministrazione | Dose          |
| --------- | ---- | ---------------- | ------------- |
| Ratto     | LC50 | inalazione       | 8,7 mg/L/4 hr |
| Ratto     | LC50 | orale            | <173 mg/kg    |
| Ratto     | DL50 | orale            | 820 mg/kg     |
| Topo      | DL50 | orale            | 2.200 mg/kg   |

| IDHL | 750 ppm   |
| STEL | 10 ppm    |
| PEL  | 5 ppm     |
| TWA  | 5 ppm     |
| MAK  | 5 - 10ppm |

## Applicazioni
Viene utilizzato come:
- solvente d'estrazione nell'industria petrolifera, farmaceutica e chimica
- solubilizzante per pesticidi
- agente disperdente per pitture e vernici[30]
- intermedio nella sintesi di coloranti, additivi per gomma, agenti tensioattivi, prodotti farmaceutici[8][22] e acceleranti della vulcanizzazione[30]
- agente tamponante nel settore cosmetico[48]
- aromatizzante o adiuvante nell'industria alimentare[49]
- inibitore della corrosione[30]
- disinfettante per le mani[50]
- diserbante, sottoforma di sale glifosato (Roundup)[51]

## Impatto ambientale
La sostanza è nociva per gli organismi acquatici.